# Saltmålla
Saltmålla (Halimione pedunculata) är en ört i familjen Amarantväxter. 